# リカルド・シルジャー
リカルド・シルジャー（Ricardo Siljeur　1981年5月2日- ）は南アフリカ共和国の野球選手。ポジションは外野手。右投両打。
現在は南アフリカのアスローン・アスレチックスでプレーしている俊足巧打の外野手。2006年のWBCでは南アフリカ代表に選出され、2試合に代走で出場した。